# 埃亞西湖
埃亞西湖（Lake Eyasi）是東非國家坦桑尼亞的鹹水湖，位於塞倫蓋蒂地區，湖泊長72公里、寬16公里，面積1,050平方公里，海拔高度1,030米，北面是塞倫蓋蒂國家公園，湖水從西南面的錫比提河注入，